# Мироненко Віктор Іванович
Віктор Іванович Мироненко (7 червня 1953, Чернігів) — російський радянський історик, політик та громадський діяч українського походження. 
Член Ради директорів Фонду розвитку демократії і миру (США), полковник запасу (1989). Заступник голови правління Ради земляцтв України в РФ. Член ЦК КПУ в 1986—1990 р. Депутат Верховної Ради УРСР 10—11-го скликань (у 1984—1986 роках). Депутат Верховної Ради СРСР 11-го скликання. Народний депутат СРСР у 1989—1991 р. Кандидат у члени ЦК КПРС у 1986—1988 р. Член ЦК КПРС у 1988—1990 роках.

## Біографія
Народився 7 червня 1953 року в місті Чернігові в родині партійного працівника.
З 1970 року — слюсар Чернігівського комбінату хімічних волокон.
У 1975 році закінчив історичний факультет Чернігівського педагогічного інституту, Аспірантуру Інституту Молоді (2000), захистив кандидатську дисертацію «Комсомол в период перестройки советского общества: в поиске новой модели союза и новой молодежной политики. (1985 — 1990)» (рос.), Докторантуру Московскої соціально-гуманітарної академії (2003).
Член КПРС з 1975 року.
З 1975 року — голова профкому, секретар комітету ЛКСМУ Чернігівського педагогічного інституту. З 1976 по 1977 рік проходив строкову службу в стратегічній авіації біля Умані на Черкащині.
З 1977 року — асистент кафедри історії КПРС і наукового комунізму Чернігівського педагогічного інституту, 1-й секретар Новозаводського районного комітету ЛКСМУ міста Чернігова.
З 1978 року — секретар Чернігівського обкому комсомолу України.
У 1980—1981 роках — завідувач відділом пропаганди і культурно-масової роботи ЦК ЛКСМУ. 
У квітні 1981 — серпні 1982 року — секретар ЦК ЛКСМУ. У серпні 1982 — 4 березня 1983 року — 2-й секретар ЦК ЛКСМУ.
4 березня 1983 — серпень 1986 року — 1-й секретар ЦК ЛКСМ України. У 1985 році був членом делегації Української РСР на Генеральній Асамблеї ООН.
У липні 1986 — квітні 1990 року — 1-й секретар ЦК ВЛКСМ.
У 1986 на пленумі ЦК КПРС засудив методи роботи Бориса Єльцина. У 1987 році обраний депутатом Верховної Ради СРСР, член Президії ВР СРСР.
У 1987 році відкрив шлях «комсомольській економіці»: НТТМи, тимчасові творчі колективи, а в подальшому біржі, банки тощо.
У травні 1990 — лютому 1991 року — 1-й заступник завідувача відділу ЦК КПРС по зв'язках із суспільними рухами і організаціями.
У лютому — грудні 1991 року — член і секретар Комітету з міжнародних справ Верховної Ради СРСР.
У грудні 1991 — вересні 2000 року — радник із суспільно-політичних питань уряду Московської області.
З 2004 року — провідний науковий співробітник Інституту Європи РАН
З 2007 року — головний редактор журналу «Современная Европа».
З 2009 року — керівник Центру українських досліджень Інституту Європи РАН.

## Громадська-політична діяльність
З 1989 Народний депутат СРСР від ВЛКСМ.
З 1993 співголова Всеросійського союзу «Обновленіє».
З 1994 по 1997 створює і очолює «Фонд 200-річчя А. С. Пушкіна».
В 1996 керівник передвиборчої кампанії по виборам в Державну Думу РФ блоку «Гражданский союз». В 1996 керівник передвиборчої кампанії М. С. Горбачова на виборах Президента РФ.
З 1997 виконавчий директор Міжнародного Інституту ЮНЕСКО «Молодь за культуру мира і демократії», працює в Інституті молоді.
24 листопада 2001 обраний секретарем-координатором Соціал-демократичної партії РФ (об'єднаної).
З 2002 по травень 2004 секретар-координатор Соціал-демократичної партії РФ (партія Горбачова).
З 2006 заступник голови правління Ради земляцтв України в РФ.
У 2008 р. головував на конференції, де заперечувався Голодомор як геноцид українського народу.